# Protestants-christelijk
Protestants-christelijk is in Nederland een aanduiding die vooral binnen het onderwijs wordt gebruikt. Er worden scholen van protestantse signatuur mee aangeduid, om het onderscheid te maken met rooms-katholieke scholen. Protestants-christelijk en rooms-katholiek onderwijs worden op hun beurt onder de gezamenlijke noemer van bijzonder onderwijs geplaatst, met als tegenhanger het openbaar onderwijs.
Zeker in de tijd van de verzuiling was er tussen lagere en middelbare scholen sprake van openbare, protestantse, katholieke scholen. Dit onderscheid bestaat in naam vaak nog wel, maar zeker in de grote steden en ook daarbuiten, zijn alle leerlingen overal welkom, ongeacht hun afkomst, ongeacht dat zij geloven of niet. Zo zijn scholen uit het protestantse onderwijs in scholen veranderd met een protestants-christelijke signatuur.
Protestantse scholen worden in de dagelijkse praktijk vaak christelijk genoemd. Dat is er nog uit te verklaren dat nog niet lang geleden, tot aan de tweede helft van de 20e eeuw, de meeste mensen bij een protestantse kerk hoorden. Behalve in het onderwijs wordt '(protestants-)christelijk' ook gebezigd in andere maatschappelijke segmenten, zoals de politiek, de gezondheidszorg en het verenigingswezen.